# Denis Simonet

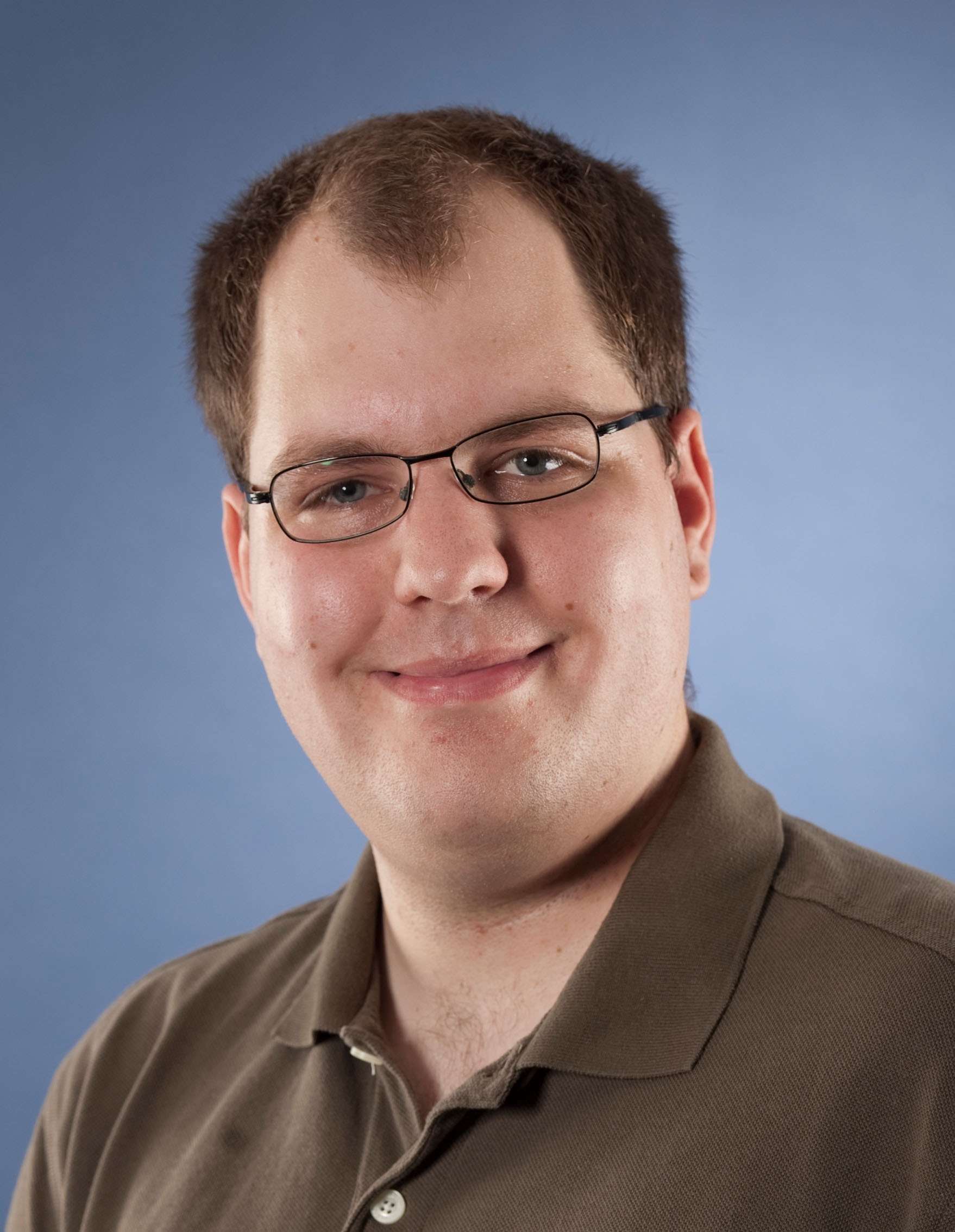
Denis Simonet (2011)

Denis Simonet (* 21. Mai 1985 in Biel) war von 2009 bis 2012 der erste Präsident der Piratenpartei Schweiz (PPS) und bis 2016 deren Pressesprecher. Von 2012 bis 2014 war er im Vorstand der Pirate Parties International.

## Funktionen bei den Piraten
Simonet wurde in der Gründungsversammlung der Piratenpartei Schweiz in Zürich zum ersten Präsidenten gewählt und am 5. Dezember 2009 in Bern sowie 19. Februar 2011 in Winterthur für eine weitere Periode bestätigt. An der Versammlung vom 4. und 5. März 2012 in Visperterminen stellte er sich nicht mehr für eine Wiederwahl zur Verfügung. Bis ins Jahr 2016 war er daraufhin Pressesprecher der Piratenpartei Schweiz. In den Jahren 2012 und 2013 wurde er in den Vorstand der Pirate Parties International gewählt, wo er sich unter anderem um Pressearbeit und die Repräsentation in der Weltorganisation für geistiges Eigentum und Welthandelsorganisation kümmerte.

## Politik
Simonet besitzt einen Lobbyistenausweis für das Bundeshaus, den er von SVP-Nationalrat Lukas Reimann erhalten hat.
Vom 13. bis 24. Dezember 2010 bloggte Simonet für die Neue Zürcher Zeitung über «Digitalpolitik» und für das IT-Magazin „Netzwoche“ wurde er als Experte für Überwachung interviewt. In seinem eigenen Blog schrieb er als Präsident der Schweizer Piraten ausserdem regelmässig über Digitalpolitik – einzelne Beiträge wurden schon vom Studentenportal students.ch wie auch vom Tages-Anzeiger übernommen. Ausserdem war er im Komitee der Transparenz-Initiative zur Offenlegung der Politiker-Einkünfte und Mitglied des Komitees gegen die Wiedereinführung der Buchpreisbindung. Das Referendum kam zustande und das Schweizer Volk hat bei der nationalen Abstimmung die Wiedereinführung der Buchpreisbindung abgelehnt.
Durch seine Nähe zur Musik setzt sich Simonet für ein liberales Urheberrecht ein, welches den freien Austausch von Kultur ermöglicht. Der Rapper Gimma hat ihn deshalb in einem offenen Brief angegriffen, worauf Simonet mit einem Blogbeitrag mit dem Titel «Das Internet ist kein Nazi-Regime» reagiert hat. Ausserdem hat sich Simonet in einem Interview im Tages-Anzeiger zur Urheberrechtsdebatte geäussert.

## Biographie
Simonet wohnt in Ipsach, studierte Informatik an der ETH Zürich und führte sein Studium an der Berner Fachhochschule fort – im Februar 2014 schloss er als Bachelor of Science in Computer Science ab. Er ist C Lage im Kader der Zivilschutzorganisation und arbeitet als Softwareentwickler. Er ist auch ein Gründungsmitglied der Swiss Privacy Foundation und Aktuar im Vorstand der Freidenker Sektion Bern. Eines seiner Hobbys ist das Klavier. In einer Kooperation mit dem Filmmusikmacher MG-Rizzello entstanden aus seinen beiden Kompositionen zwei Lieder, die er auf SoundCloud veröffentlicht hat. Er komponierte auch den Jingle des unabhängige Podcasts parrot.fm. Simonet ist Redaktor des Nachrichtenmagazins Flaschenpost der Piratenpartei Deutschland.

## Anderes
Simonet war Kontaktperson von wikileaks.ch, einer Weiterleitung zur WhistleBlowing-Plattform WikiLeaks, die nach einem Vorstandsbeschluss vom 8. Juni 2010 eingerichtet wurde. Deshalb und weil er Julian Assange in Genf zu einem Abendessen traf, stand die Piratenpartei Schweiz im Dezember 2010 in internationalem Rampenlicht.
In der Gründungsversammlung der Pirate Parties International repräsentierte er als Delegierter die Piratenpartei Schweiz. Im Dezember 2013 besuchte er als Vertreter der Pirate Parties International die neunte Ministerkonferenz der WTO in Bali, Indonesien.